# Podegrodzie (województwo małopolskie)
Podegrodzie – wieś gminna, położona w południowej Polsce, w województwie małopolskim, w powiecie nowosądeckim, siedziba gminy Podegrodzie.
Wieś o charakterze krajoznawczo-wypoczynkowym, leży na południowy zachód od Nowego Sącza, na lewym brzegu Dunajca. Jedna z najstarszych miejscowości w Małopolsce. Stolica regionu Lachów Sądeckich.

## Geografia

### Położenie

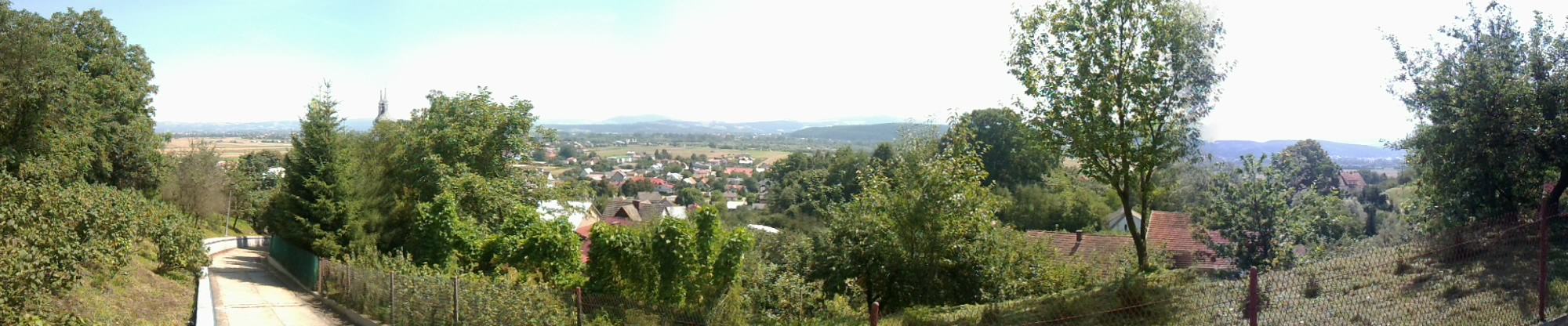
Panorama Podegrodzia z cmentarza

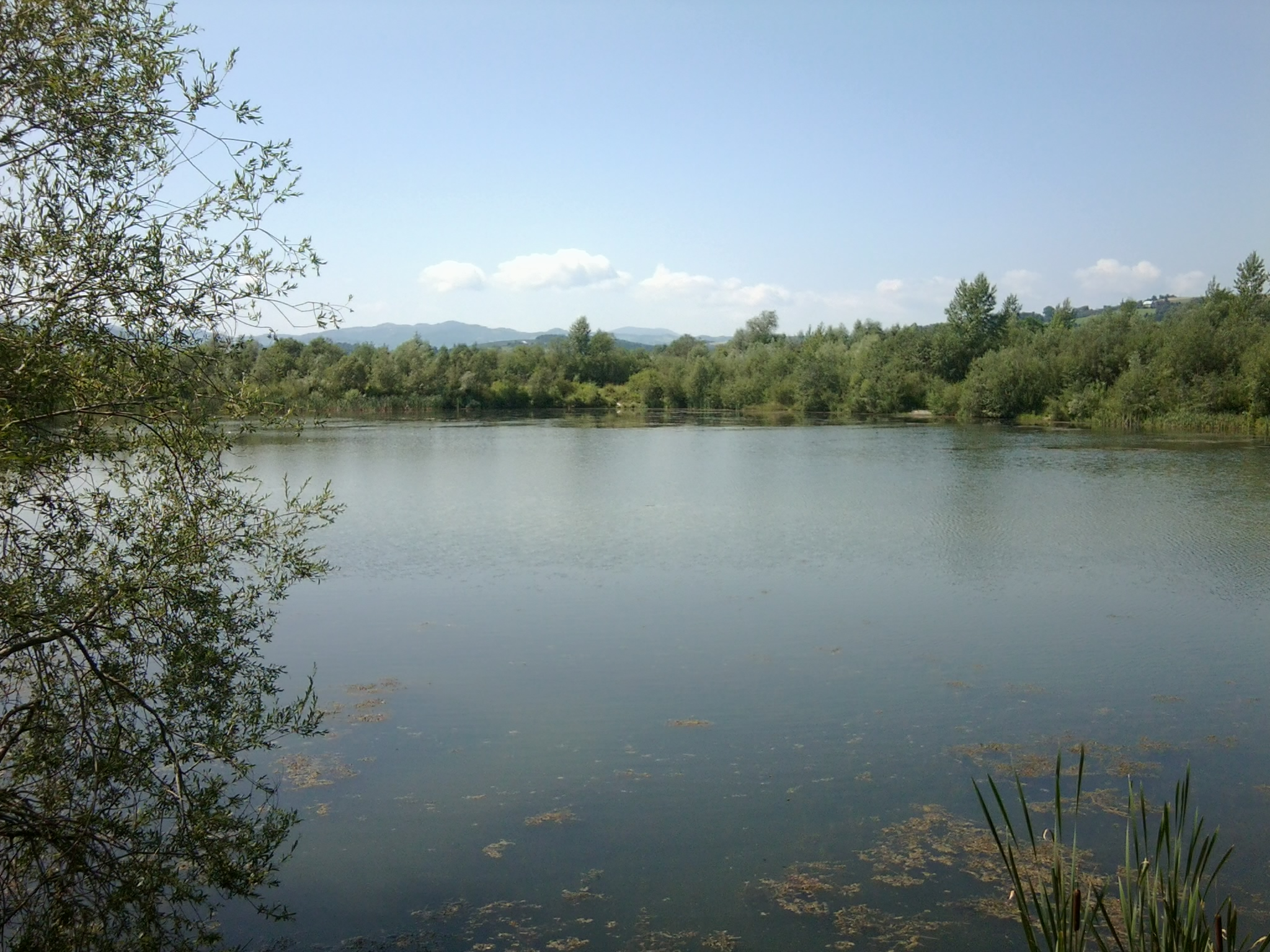
Staw

Podegrodzie położone jest w środkowej części Kotliny Sądeckiej, na granicy kotliny z Beskidem Wyspowym. Leży na wysokości od 340 do 450 m n.p.m., na zalewowym brzegu Dunajca, w widłach rzeki Słomki i potoku Barczynka. Zabudowa usytuowana jest w większości w dolinie oraz na zboczach wzgórz, które wznoszą się we wschodniej części wsi, są to: Łazy, Kucowa, Grobla i Zamczysko. Obszar Podegrodzia przecinają potoki: Łąkta, Barczynka oraz rowy kanalizacji burzowej. Podegrodzie zajmuje 7,38 km² (11,4% powierzchni gminy). Podegrodzie graniczy z:
- od północy z Mokrą Wsią i Gostwicą;
- od północnego wschodu ze Stadłami;
- od północnego zachodu z Rogami;
- od południa z Naszacowicami;
- Od południowego wschodu ze Starym Sączem i na niewielkim odcinku z Mostkami;
- Od zachodu z Juraszową.

### Części wsi
| SIMC    | Nazwa             | Rodzaj     |
| ------- | ----------------- | ---------- |
| 0460931 | Barcynka          | część wsi  |
| 0460948 | Buczkówka         | część wsi  |
| 0460954 | Góra-Wieś         | część wsi  |
| 0460977 | Kąty              | część wsi  |
| 0460983 | Kolonie           | część wsi  |
| 0460990 | Łazy Podegrodzkie | część wsi  |
| 0461014 | Niżne Pole        | część wsi  |
| 0461020 | Osieki            | część wsi  |
| 0461095 | Osowie            | przysiółek |
| 0461037 | Pędzicha          | część wsi  |
| 0461043 | Stolica           | część wsi  |
| 0461066 | U Wody            | część wsi  |

### Rzeźba terenu
Wzgórza znajdujące się we wschodniej części wsi wytworzyły się w trzeciorzędzie. Skały te zwane są fliszem karpackim. Pozostała część miejscowości zbudowana jest na schodowato ułożonych terenach. O rzeźbie terenu Podegrodzia i całej gminy zadecydowały ruchy górotwórcze, czynniki rzeźbiące w epoce lodowcowej oraz erozja brzegów strumieni i potoków przez wody nimi spływające. Okoliczne wzgórza charakteryzują się łagodnością grzbietów.
Podłoże stanowią, twarde, eoceńskie piaskowce. Pomiędzy tymi warstwami znajdują się miękkie pokłady łupków, nie przepuszczających wody, a następnie warstwa zlepieńca. Podłoże ścian dolin potoków stanowią iły oraz mieszanka piaskowców z iłami. Wśród nich leżą niewielkie pokłady węgla brunatnego, w postaci lignitu. Przed laty były one wydobywane, ale zaprzestano wydobycia, gdyż grubość warstw lignitu dosięga zaledwie kilkudziesięciu centymetrów.

### Środowisko przyrodnicze
Flora zaliczana jest do strefy roślinności podgórskiej, charakteryzującej się występowaniem lasów mieszanych, z większą ilością lasów iglastych. Najczęściej występującymi drzewami są m.in.: jodła pospolita, świerk pospolity, modrzew, sosna pospolita.
Fauna jest różnorodna i występuje tylko na obszarach zalesionych (wschodnia część wsi i tereny nad Dunajcem). Najczęściej występujące zwierzęta to m.in.: sarny, lisy, żbiki, zające, kuny, łasice, wiewiórki, jastrzębie, kuropatwy.

## Toponimika nazwy
Podegrodzie nazwę swą zawdzięcza położeniu pod grodami kasztelańskimi: Groblą i Zamczyskiem. Najstarsze, zachowane jej zapisy: Podegrode, pochodzą z dokumentów z lat 1273–1292. Jan Długosz w „Liber beneficiorum dioecesis Cracoviensis” zapisuje nazwę Podegrodzia na dwa sposoby: Podgrodzye i Podgrodze. W księdze poborowej (z 1538 r.) została zapisana: Podegrodze, a w rejestrze poborowym (z 1581): Podgrodzie. Nazwa wywodzi się z języka prasłowiańskiego i oznacza osadę pod grodem.

## Historia

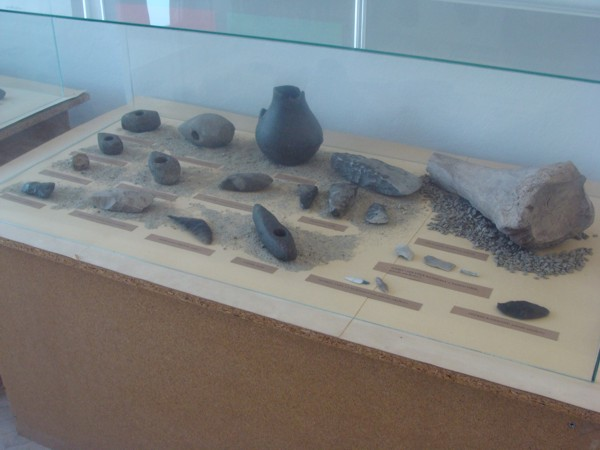
Znaleziska sprzed naszej ery w Muzeum Lachów Sądeckich

### Pierwsze ślady
Pierwsze ślady obecności człowieka na terenach Podegrodzia pochodzą z okresu paleolitu górnego (ok. 20 tys. lat p.n.e.). W epoce brązu przez tereny Sądecczyzny, prowadził szlak handlowy, którym transportowany był bursztyn. Dzięki wymianie handlowej pojawiły się nowe przedmioty wykonane z brązu oraz naczynia gliniane, charakterystyczne dla sztuki romańskiej.
W ostatnich wiekach p.n.e., duży wpływ miała kultura łużycka. Wtedy pojawiły się odnalezione m.in. w Podegrodziu przedmioty codziennego użytku, a także uzbrojenie i zapinki.

### Czasy grodów słowiańskich

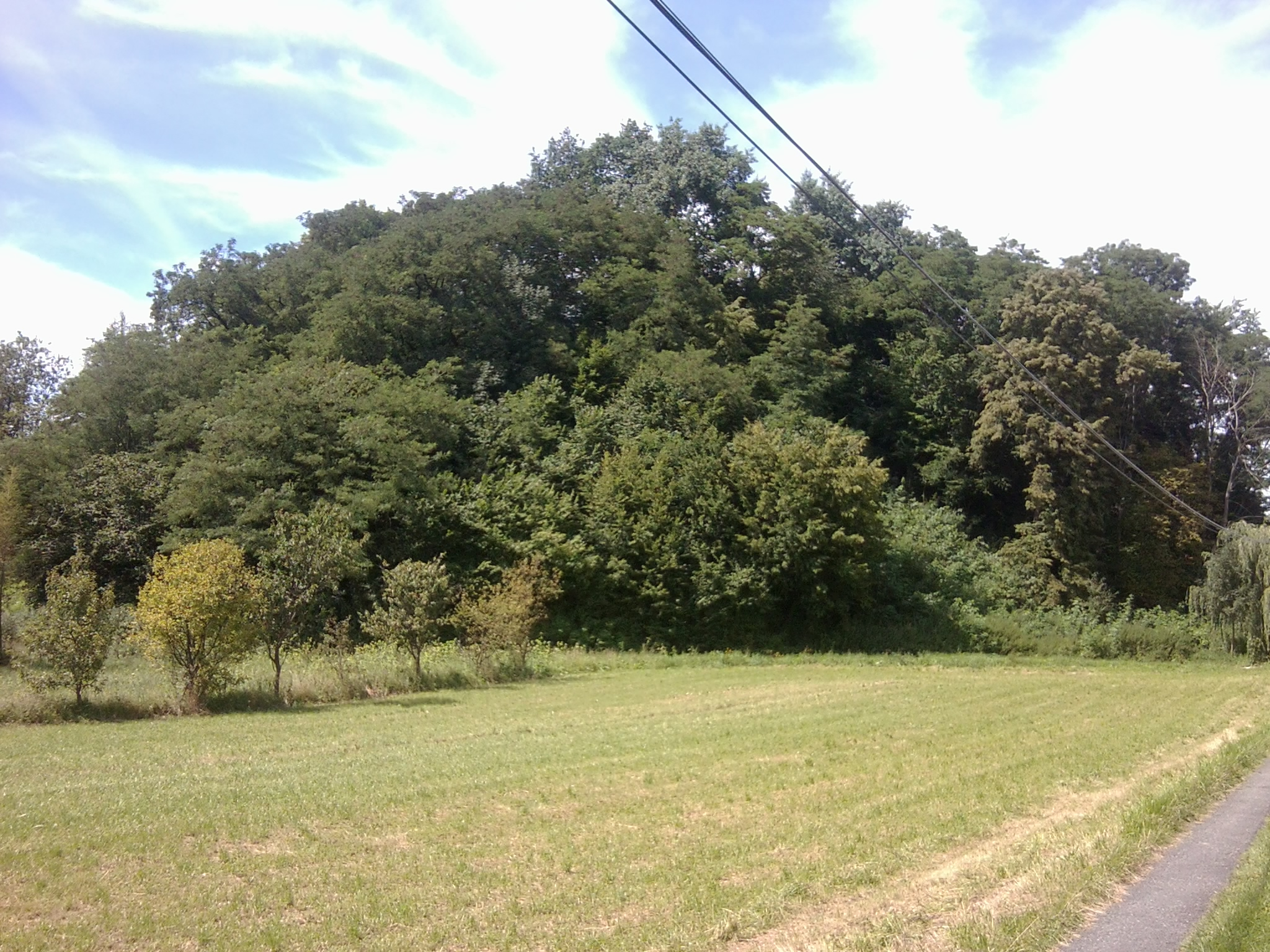
Zamczysko

Pod koniec X w. Sądecczyzna weszła w skład formującego się państwa Polskiego. Pierwszą siedzibą kasztelana sądeckiego był gród w Naszacowicach. Po jego spłonięciu, kasztelania przenosi się do Sącza Podegrodzkiego, gdzie siedzibą jest początkowo gród „Zamczysko”. Istnienie grodu kończy gwałtowny pożar. Centrum osadnicze Sądecczyzny przesuwa się o kilkaset metrów na południe, na wzgórze „Grobla”. W tym samym czasie na sąsiednim wzniesieniu staje kościół datowany na 1014 (data ta była wyryta na drzwiach wejściowych).
Mieściła się tu najstarsza i największa parafia, powołana za panowania Bolesława Chrobrego w 1014 r. Gród „Grobla” trzy razy uległ spaleniu i trzy razy był odbudowywany. Zabudowa Podegrodzia ciągnęła się w kierunku północnym między obydwoma grodami. Ważniejszymi kasztelanami sądeckimi, którzy rezydowali w Sączu Podegrodzkim byli Jan Zaprzaniec, Chwalisław, Dzierżykraj i Wydżga.

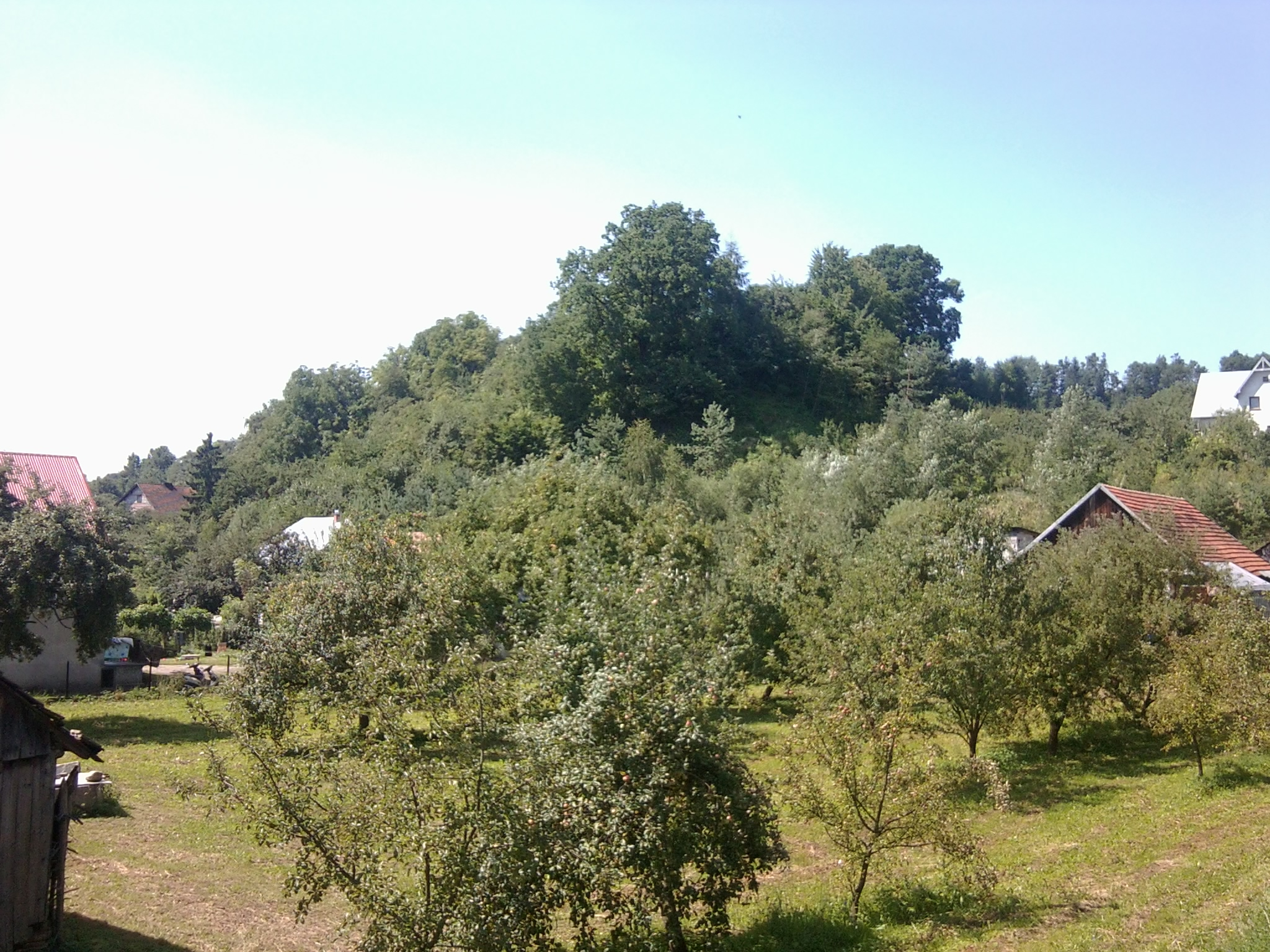
Grobla

W 1241 Sączowi Podegrodzkiemu wiele zniszczeń przyniósł najazd Tatarów. Przełomowym wydarzeniem było darowanie Sądecczyzny przez Bolesława Wstydliwego św. Kindze, jako rekompensatę za przeznaczenie jej posagu na odbudowę Małopolski po najeździe tatarskim. Nastąpiły wówczas istotne zmiany – lokowany został Stary Sącz (w 1278). Położenie przy szlaku handlowym wzdłuż Popradu spowodowało przejęcie wszystkich funkcji jakie sprawował dotychczas Sącz Podegrodzki przez nowe miasteczko.

### Czasy starosądeckich Klarysek
W 1273 w dokumentach pojawia się nazwa Podegrodzie, jako wiejska osada, której pierwszym sołtysem był Pysz. Po założeniu w 1280 przez św. Kingę Klasztoru Klarysek w Starym Sączu, wieś weszła w skład posiadłości „Panien starosądeckich"
W 1373 królowa Elżbieta Łokietkówna wprowadziła prawo niemieckie we wszystkich dobrach klasztornych. Określone zostały wówczas wysokości czynszów, które zobowiązani byli płacić mieszkańcy wsi. Mieszkańcy płacili także na rzecz biskupstwa krakowskiego tzw. „świętopietrze”. Sołtysem Podegrodzia w tym okresie był Jan Gostwicki.
W 1448 biskup Zbigniew Oleśnicki podniósł parafię św. Małgorzaty w Nowym Sączu do rangi kolegiaty, tworząc archidiakonat Sądecki. Wyposażył ją dobrami podegrodzkiej parafii, a ta tym samym przestała być jednostką samodzielną.
Wieś duchowna, własność klasztoru klarysek w Starym Sączu, położona była w drugiej połowie XVI wieku w powiecie sądeckim województwa krakowskiego.
XVI w. przyniósł wsiom klasztornym duże zmiany. Powszechną formą stała się gospodarka folwarczno-pańszczyźniana. Stopniowo likwidowane były sołectwa, chłopów usuwano z ziemi i zakładano nowe folwarki. Wówczas położenie chłopstwa uległo znacznemu pogorszeniu. Nowi dzierżawcy folwarków zwiększyli pańszczyznę, chcąc osiągać jak największe zyski. Ograniczono im także wolność osobistą: m.in. nie mogli opuszczać miejsca zamieszkania bez zgody właściciela.

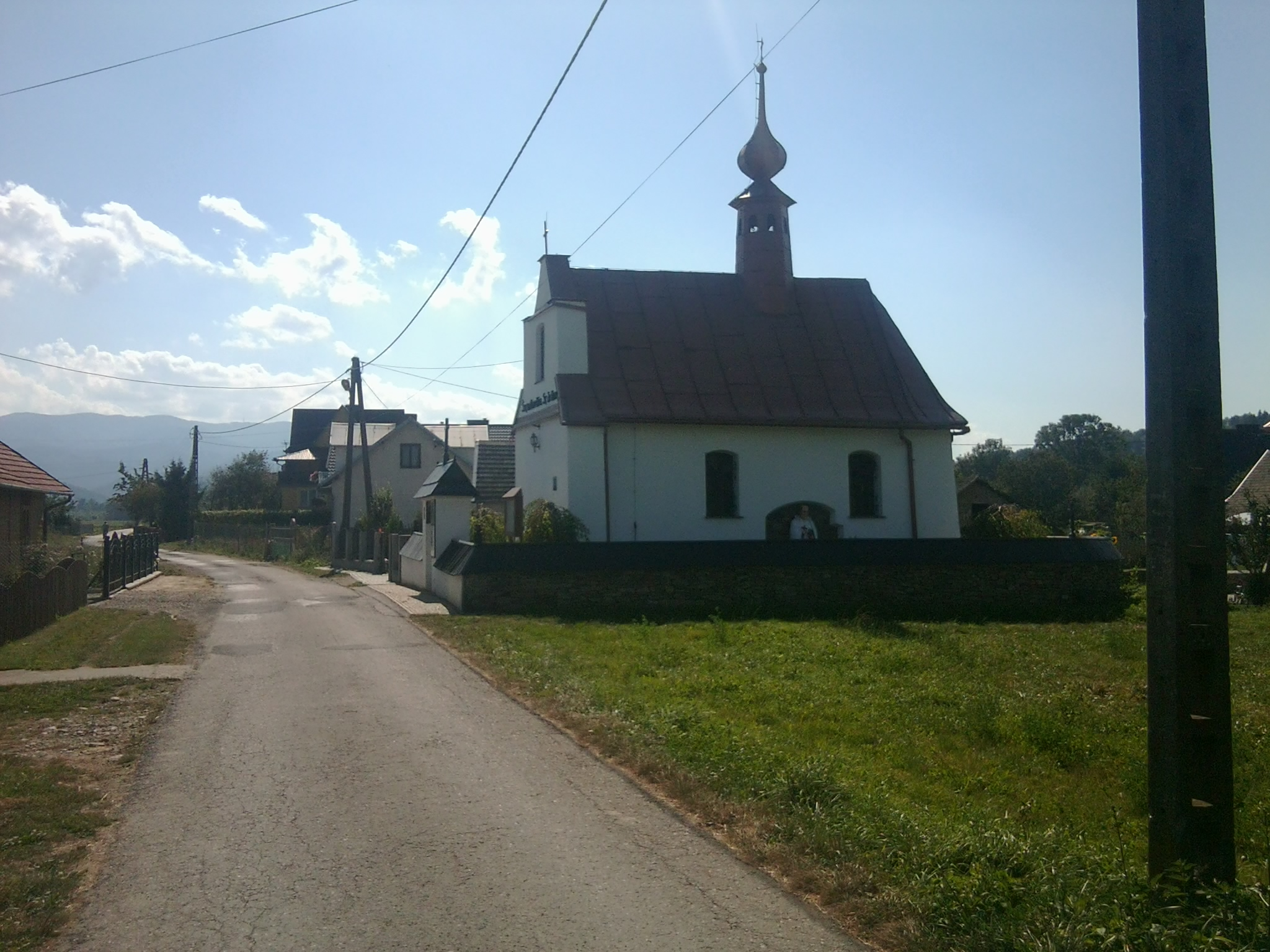
Kaplica św. Anny

Na XVI w. przypada także powstanie pierwszej w Podegrodziu szkoły. Była to szkoła parafialna.
W 1631 wybudowana została Kaplica św. Anny. W tym również roku na świat przychodzi założyciel zakonu Marianów św. Stanisław Papczyński.
W latach 1708–1710 Podegrodzie nawiedziła epidemia dżumy. Zmarło wówczas około 165 mieszkańców wsi.

### Zabór austriacki

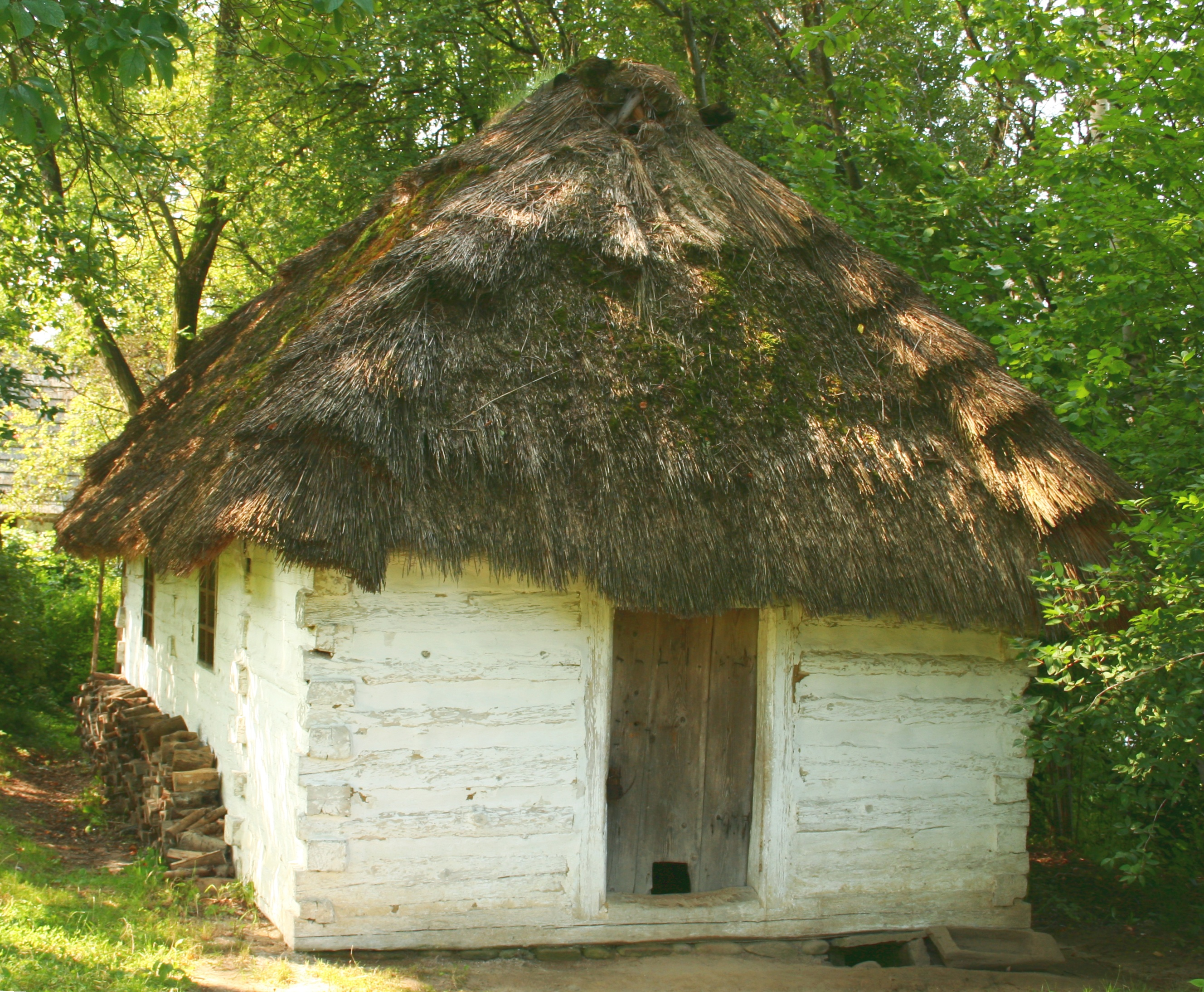
Chałupa podegrodzka w Skansenie w Nowym Sączu

Po I rozbiorze Polski (1772) Sądecczyzna weszła w skład państwa Austriackiego. W 1781 cesarz Józef II rozpoczął akcję kolonizacyjną. Jego pierwszym krokiem była konfiskata dóbr ziemskich Klarysek starosądeckich. Koloniści pochodzili głównie z południowych Niemiec. W 1784 w Podegrodziu osiedliło się pięć rodzin ewangelickich.
W 1789 akcja kolonizacyjna została przerwana. Polacy odkupywali od Niemców gospodarstwa, część kolonistów wyjechała, a część pozostała i spolonizowała się.
Sytuacja chłopów za panowania Austriaków nieco uległa poprawie. Mogli uczyć się rzemiosła, zmieniać zawód i zawierać małżeństwa bez zgody pana. Jednak nadal nie można im było samowolnie przeprowadzać się.
W XVIII w. Podegrodzie było wsią dobrze zagospodarowaną, znajdowały się tu siedziby cechów wiejskich, skupiających rzemieślników różnych specjalności (m.in. garncarzy, szewców i kowalów). Pod względem gospodarczym był to region wybitnie rolniczy, co sprzyjało także hodowli.
W 1791 przywrócono została ponownie parafia, stając się ponownie odrębną jednostką, a w 1831 wybudowano obecnie istniejący murowany kościół na miejscu dawnego, drewnianego, który spłonął.
W XIX wieku założycielem i kierownikiem szkoły był Ludwik Malicki.

### XIX i XX wiek

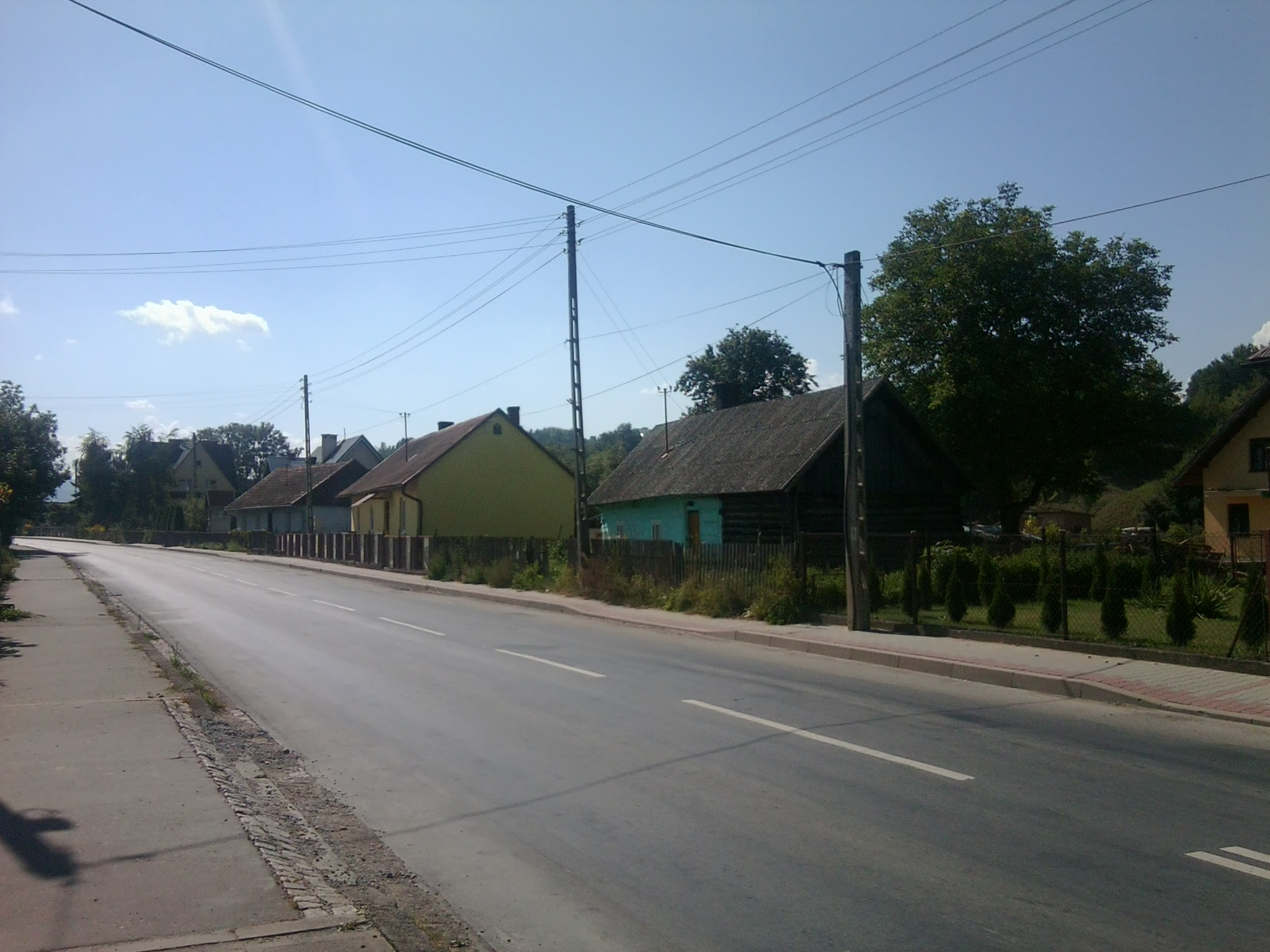
Widoczna już w niewielkim stopniu drewniana zabudowa

Na przełomie XIX i XX w. do życia powołano wiele instytucji: w 1883 powołano Straż Pożarną i Kółko Rolnicze; w 1901 Spółkę Oszczędności i Pożyczek (późniejsza Kasa Stefczyka). W 1924 zmieniła ona nazwę na Kasa Stefczyka w Podegrodziu. Od 1950 działa jako Gminna Kasa Spółdzielcza w Podegrodziu, a od 1961 roku jako Spółdzielnia Oszczędnościowo-Pożyczkowa w Podegrodziu (becnie Bank Spółdzielczy w Podegrodziu).
W 1913 roku powstała Szkoła gospodyń wiejskich (obecnie Zespół Szkół Zawodowych).
W 1914, przed bitwą pod Marcinkowicami, na plebanii w Podegrodziu kwaterował marszałek Józef Piłsudski.

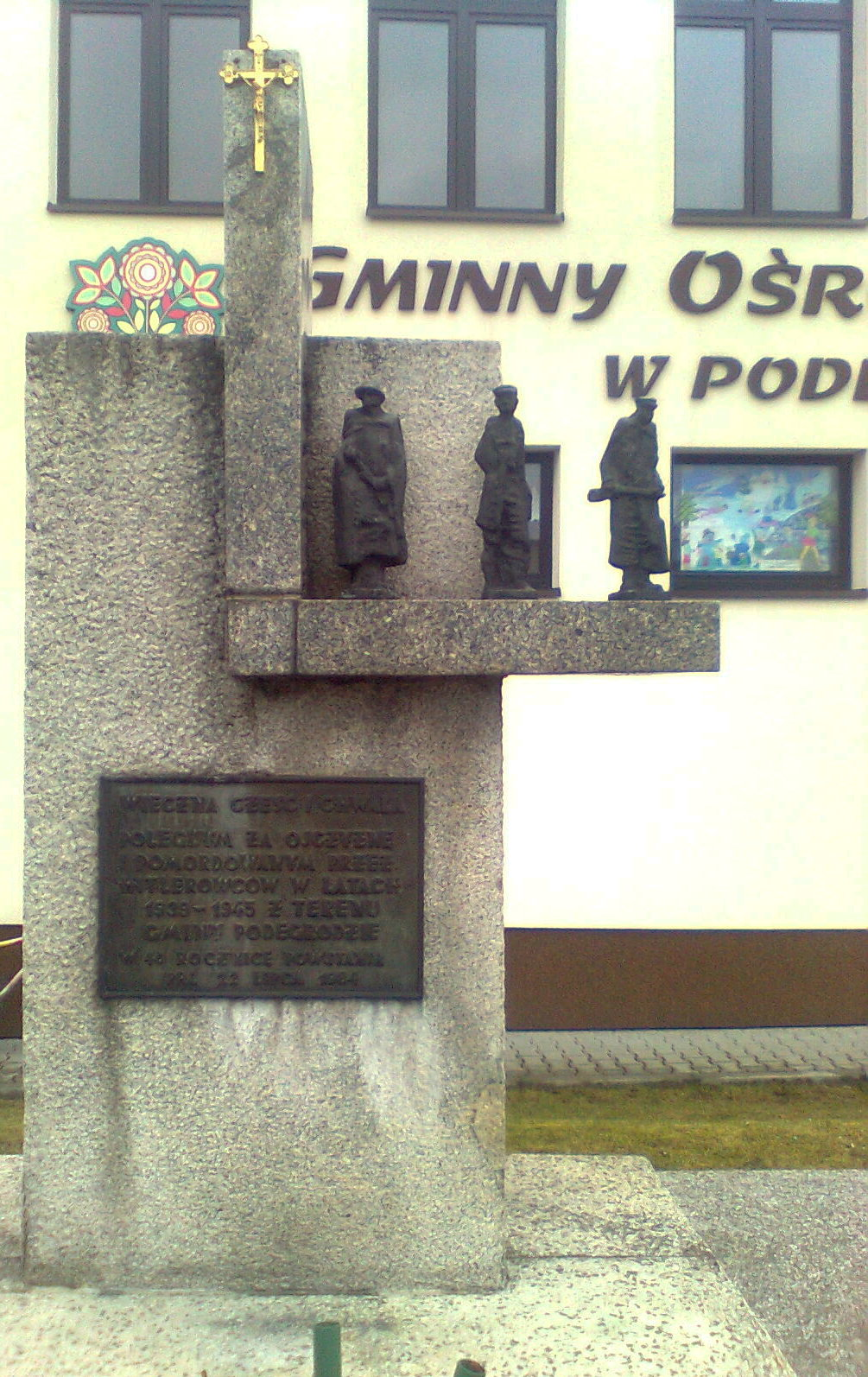
Pomnik poległych podczas II wojny światowej

Po odzyskaniu niepodległości przez Polskę w 1918 zwiększyła się społeczna aktywność mieszkańców wsi. Działalność wznowiły organizacje powołane przed wojną. W 1928 założono również spółdzielnię mleczarską, przeniesioną później do Starego Sącza. W 1930 z inicjatywy Marii Rydlównej, przy szkole rolniczej powstało Koło Gospodyń Wiejskich.
Od 1933 wieś została siedzibą gminy zbiorowej. W jej skład wchodziło trzynaście wsi. W 1937 założony został Regionalny Zespół Pieśni i Tańca „Podegrodzie”.
5 września 1939 Podegrodzie zostało zajęte przez wojska niemieckie. W okresie II wojny światowej Podegrodzianie aktywnie uczestniczyli w ruchu oporu. Prowadzone było tajne nauczanie. Działalność ta została okupiona ofiarami. Ku ich pamięci postawiono pomnik, znajdujący się koło Gminnego Ośrodka Kultury. 19 stycznia 1945 Podegrodzie zostało „wyzwolone” przez Armię Czerwoną.
W okresie powojennym nastąpił wyraźny wzrost poziomu życia wsi, zmienił się także jej wygląd. Starą drewnianą zabudowę zastępowano murowanymi domami. W 1955 przeprowadzono elektryfikację wsi. W 1976 powstał Gminny Ośrodek Kultury.
W latach 1975–1998 miejscowość administracyjnie należała do województwa nowosądeckiego.

## Demografia
Ludność według spisów powszechnych, w 2009 według PESEL.
| Rok    | 1900 | 1921 | 1931 | 2002 |
| Liczba | 157  | 174  | 185  | 350  |

| Zwierzęta | Konie | Bydło | Owce | Świnie |
| Liczba    | 79    | 464   | 22   | 188    |

Wierni Kościoła rzymskokatolickiego należą do parafii św. Jakuba Apostoła.

## Zabytki
Obiekty wpisane do rejestru zabytków nieruchomych województwa małopolskiego.
- Grodzisko.
Wczesnośredniowieczne grodzisko, istniejące od X do XI w. Stanowiło siedzibę kasztelana sądeckiego. Istnienie tego grodu kończy pożar.
- Kaplica św. Anny.
Najstarszy murowany zabytek Podegrodzia. Kaplica wzniesiona w 1631 roku, w stylu barokowym. Na ścianie frontowej kaplicy znajduje się tablica, upamiętniającą 500-ną rocznicę bitwy pod Grunwaldem. Wewnątrz ołtarz barokowy z XVII w., a w nim obraz św. Anny. Kaplica otoczona jest kamiennym murem.
- Grodzisko.
Wczesnośredniowieczne grodzisko, istniejące od XI do drugiej połowy XIII w. Podobnie jak Zamczysko stanowiło siedzibę kasztelana. Gród stracił na ważności po lokowaniu Starego Sącza.

### Inne zabytki
- Kościół św. Jakuba – trzynawowa, murowana świątynia wzniesiona w latach 1831–1835. Wewnątrz klasycystyczne i barokowe wyposażenie: ołtarz główny (klasycystyczny z 1865); ołtarze boczne: św. Józefa (rokokowy z drugiej połowy XVIII w.) oraz św. Anny (klasycystyczny z XIX w.); Chrzcielnica marmurowa (z 1409); barokowe organy; ambona z XIX w. z płaskorzeźbami ewangelistów na parapecie.
- Kaplica św. Sebastiana – wzniesiona około 1849 roku na dawnym cmentarzu cholerycznym, w stylu barokowo-klasycystycznym. Wewnątrz ołtarz z obrazem męczeństwa św. Sebastiana.
- Kaplica Św. Trójcy – wzniesiona w połowie XIX w., w stylu barokowym. Wewnątrz ołtarz z płaskorzeźbą Św. Trójcy (z przełomu XVIII i XIX w.) oraz rzeźba Chrystusa u słupa.
- Kaplica św. Zofii – wzniesiona w 1850 roku. Wewnątrz barokowa rzeźba patronki (z przełomu XVII i XVIII w.) oraz obrazy z czasów budowy kaplicy: Chrystusa Zmartwychwstałego, św. Jana Chrzciciela, i św. Jana Ewangelisty.
- Kapliczka Madonny – wzniesiona w 1849 roku. Fasada kapliczki z wyniosłym szczytem, posiada na skrzydłach pilastry oraz dwie rzeźby: bł. O. St. Papczyńskiego i Jana Pawła II. Nad zamykaną wnęką znajduje się płaskorzeźba przedstawiająca św. Annę Samotrzeć. Wewnątrz znajduje się polichromowana, barokowa płaskorzeźba – Madonny.
- Kapliczka Matki Bożej Pocieszenia – wzniesiona w XVIII w., z fundacji rodziny Krajewskich, na miejscu starszej, z XVII w. We wnęce znajduje się figurka św. Kingi, po lewej obraz Chrystusa w cierniowej koronie, a po prawej Matki Boskiej Częstochowskiej.
- „Stara Plebania” – wybudowana w 1830 roku. Elewacja zewnętrzna posiada pilastry dzielące ściany i dopełniające narożniki budynku, łukowe obramienie drzwi wejściowych.
- Pomnik bł. O. Stanisława Papczyńskiego – wzniesiony w 1934 roku, jako wotum dziękczynne za urodzonego tu błogosławionego. Obelisk stoi w miejscu gdzie niegdyś stał dom rodziny Papczyńskich.
- Zagroda Lachowska „Kubalówka” – drewniana, lachowska zagroda powstała w 2000 roku. Składa się z: chałupy, spichlerza i kuźni, wyposażonych w stare, tradycyjne sprzęty lachowskie.

## Galeria zdjęć

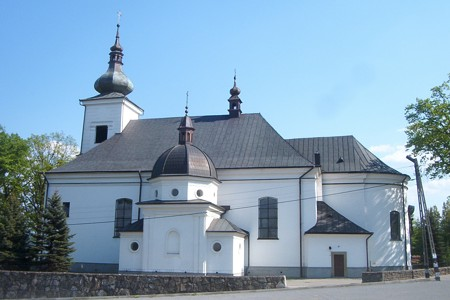
Kościół św. Jakuba
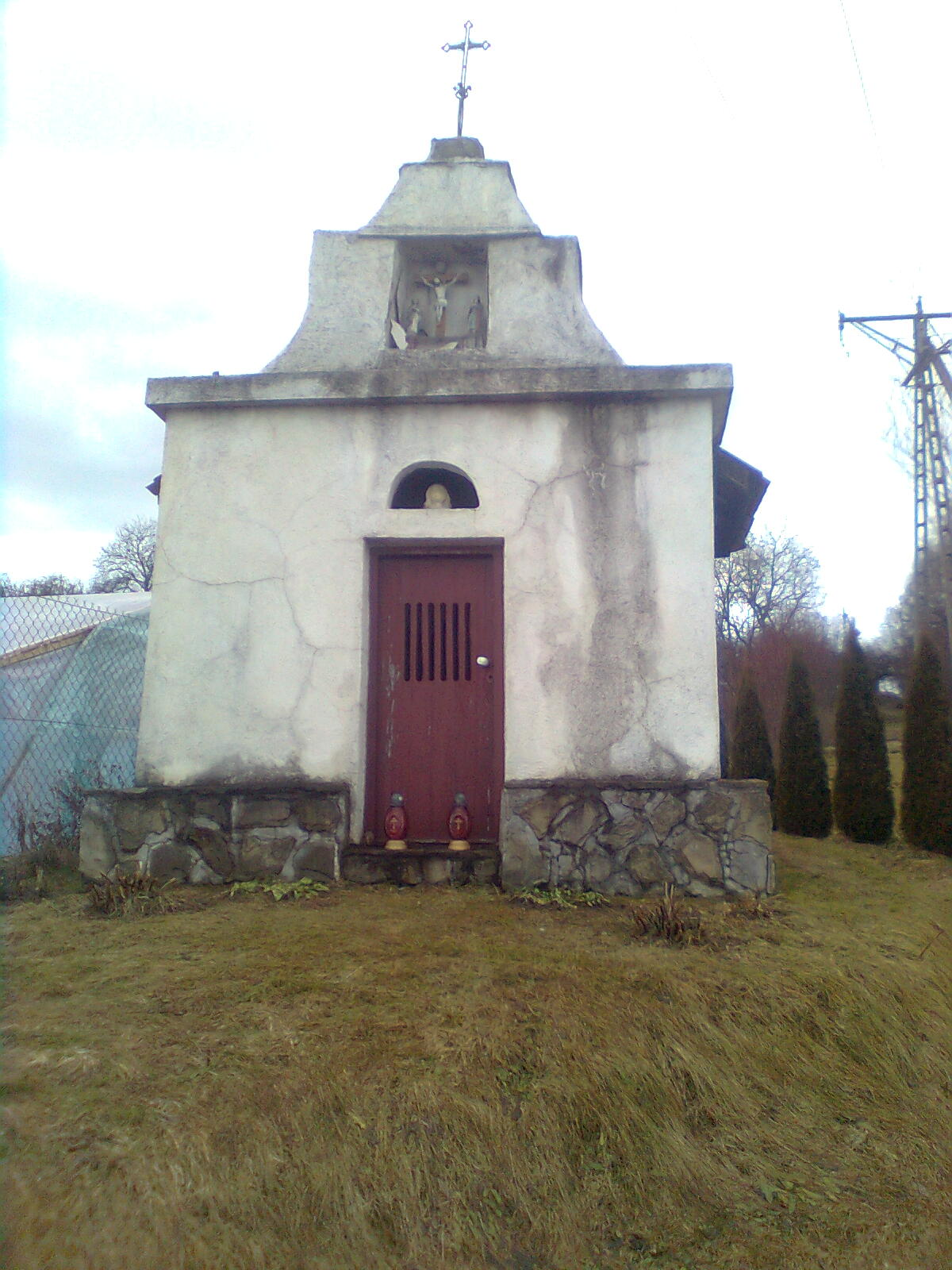
Kaplica św. Zofii
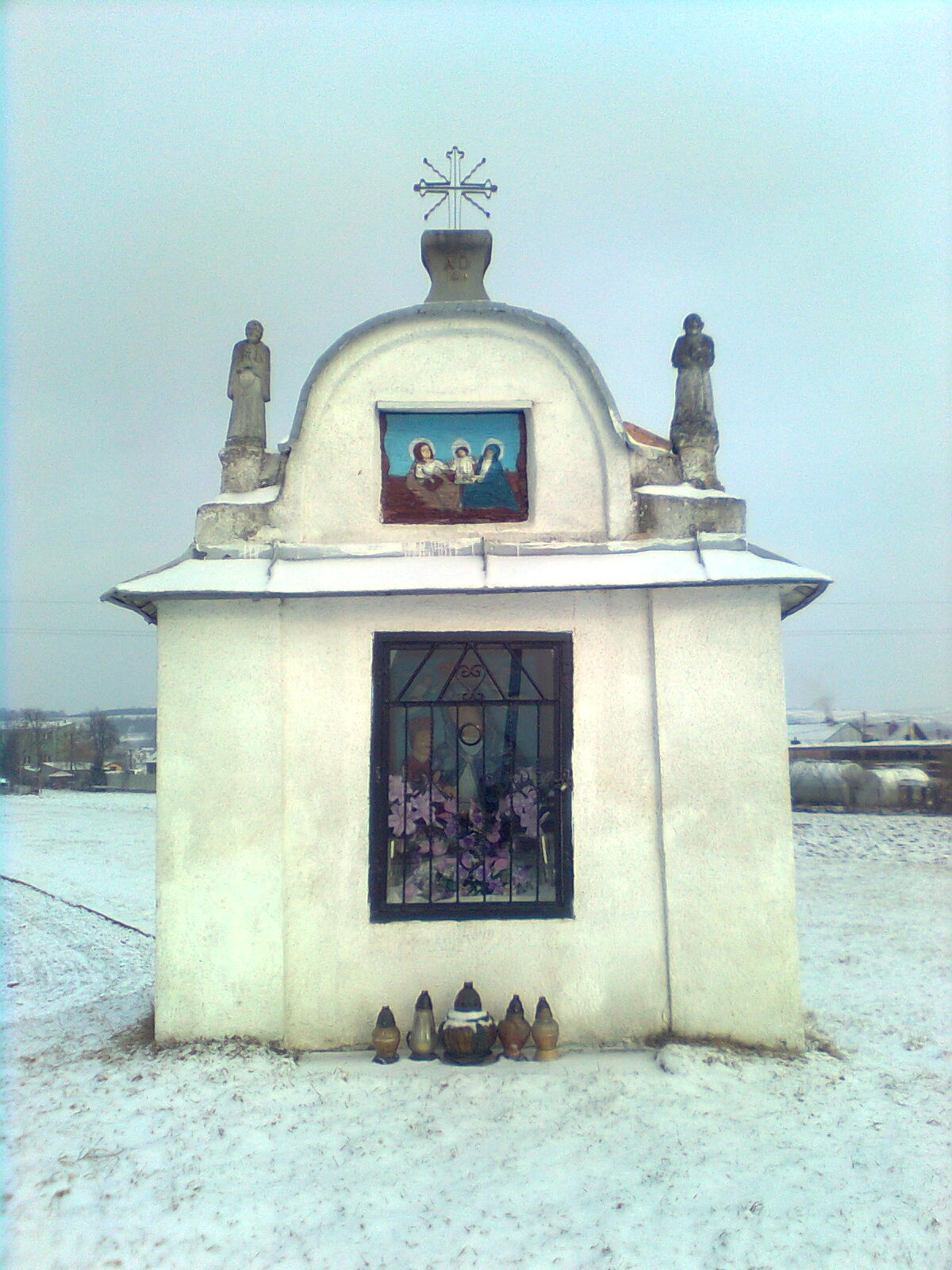
Kapliczka Madonny
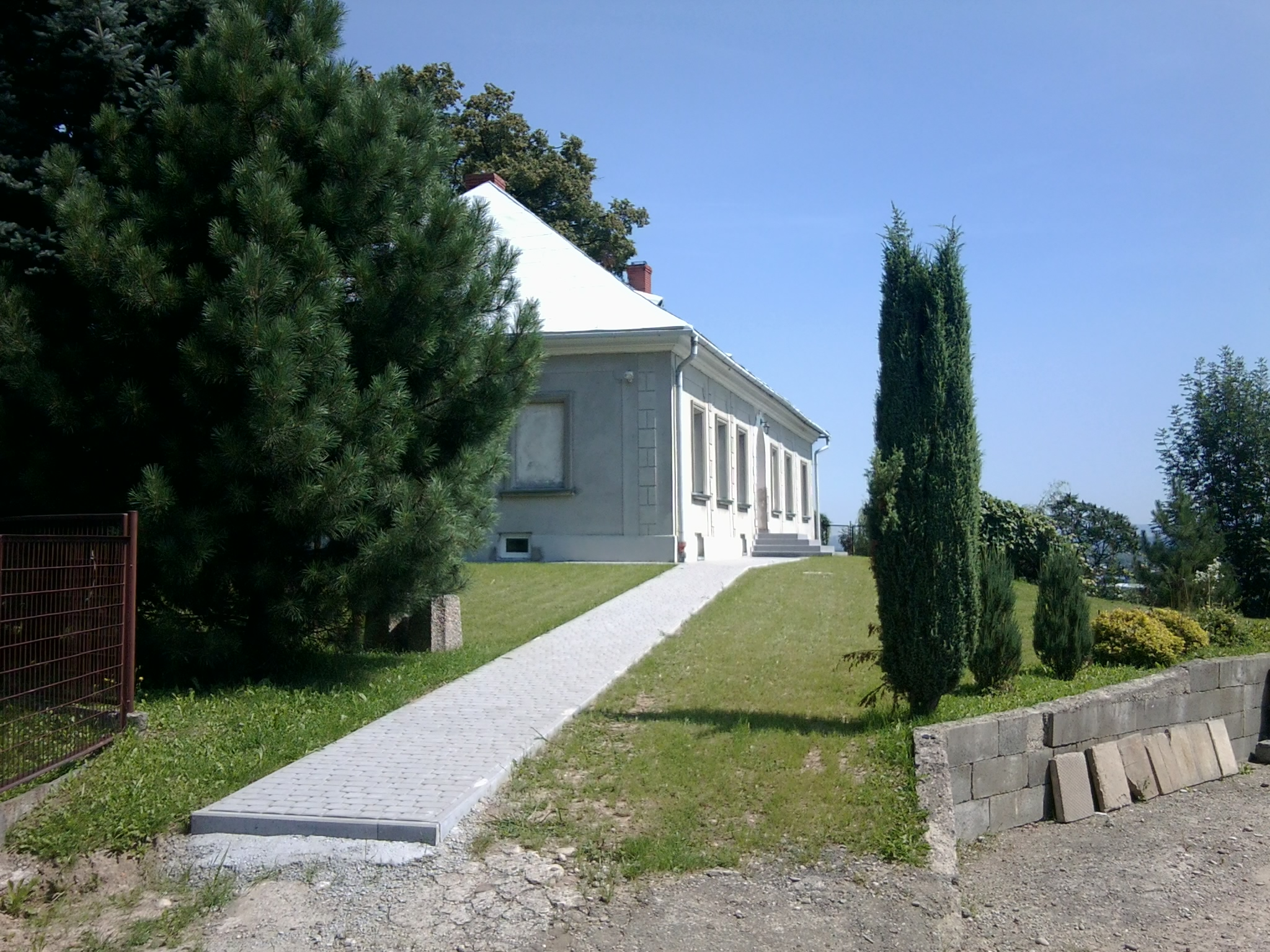
Stara Plebania

## Znani podegrodzianie

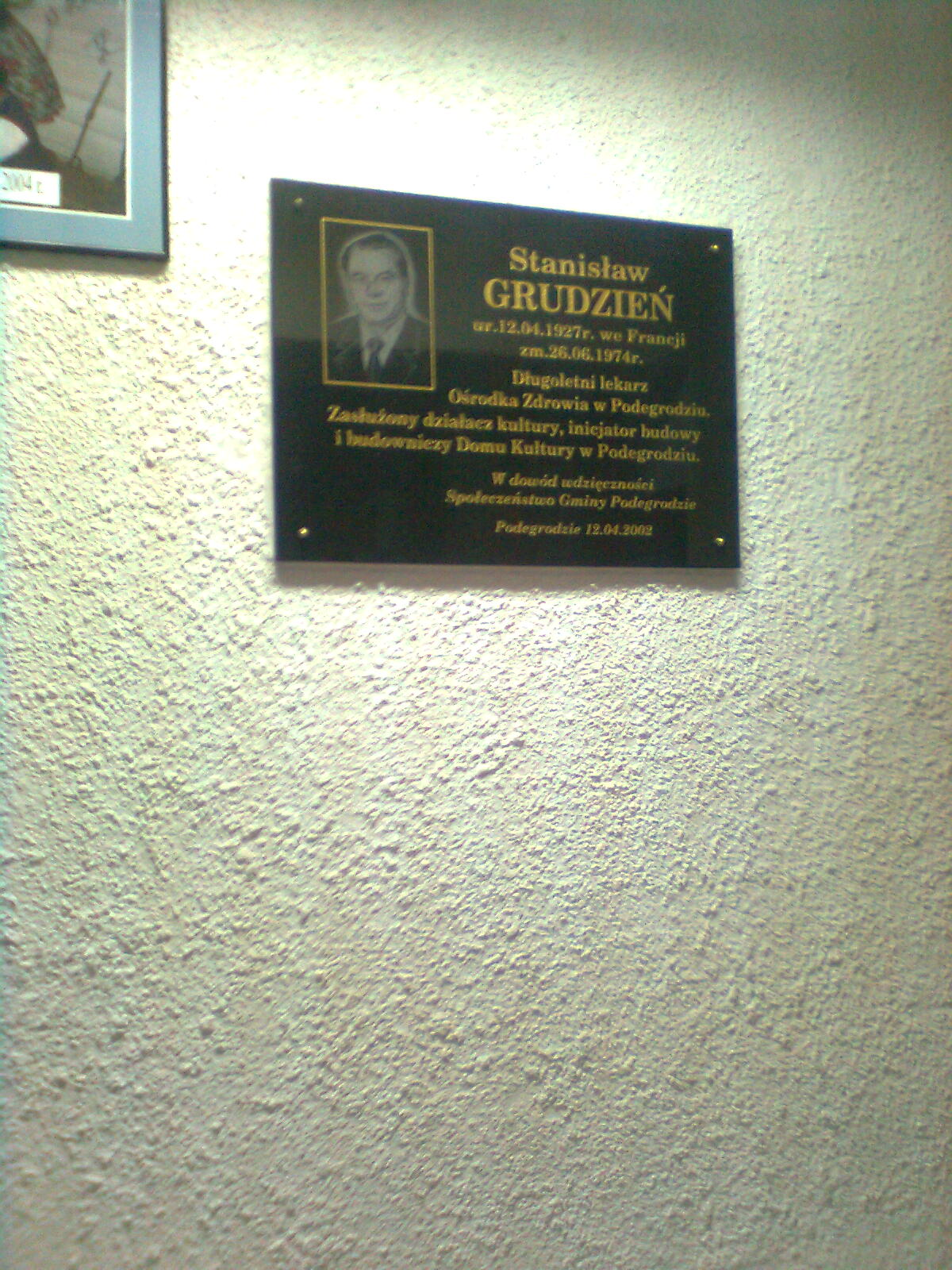
Pamiątkowa tablica S. Grudnia w GOK-u

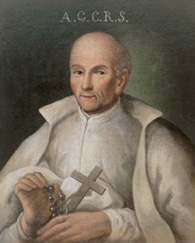
Św. O. St. Papczyński

- Święty ojciec Stanisław Papczyński (1631–1701) – urodził się w Podegrodziu. Założył zakon księży Marianów. Był cenionym spowiednikiem (spowiadał m.in. nuncjusza papieskiego w Polsce Antonio Pignatellego, późniejszego papieża Innocentego XII). Błogosławił również wojskom Jana III Sobieskiego idącym na Wiedeń. Ku jego czci postawiono pomnik w miejscu, w którym kiedyś stał dom rodziny Papczyńskich.
- Stanisław Grudzień (1927–1974) – urodził się we Francji. Po powrocie do kraju ukończył szkołę lotniczą w Dęblinie. Poszkodowany w wypadku lotniczym wrócił do cywila, po czym rozpoczął studia medyczne. Był kierownikiem ośrodka zdrowia w Podegrodziu, a następnie przewodniczącym komitetu budowy Gminnego Ośrodka Kultury.
- Stanisław Chrząstowski – po przybyciu do Podegrodzia objął funkcję inspektora w do spraw hodowli w Okręgowym Towarzystwie Rolniczym w Podegrodziu. Wspólnie z żoną kolekcjonował eksponaty, które obecnie znajdują się w Muzeum Lachów Sądeckich.
- Zofia Chrząstowska – założycielka Zespołu Regionalnego „Podegrodzie” oraz Gminnej Biblioteki. W 1951 wyszła za Stanisława Chrząstowskiego, z którym łączyło zamiłowanie do folkloru lachowskiego. Wspólnie z mężem zgromadzili ok. 1300 eksponatów, które dziś można oglądać w Muzeum Lachów Sądeckich.
- Michał Asanka-Japołł (1885–1953) – pedagog, literat, publicysta. Autor wielu wierszy, szkiców literackich i opowiadań, np. Uśmiech Sokratesa, Gdzież nasze słońce.
- Adam Frączek – urodzony w 1935, profesor psychologii. Były rektor Akademii Pedagogiki Specjalnej im. Marii Grzegorzewskiej Warszawie.

## Turystyka

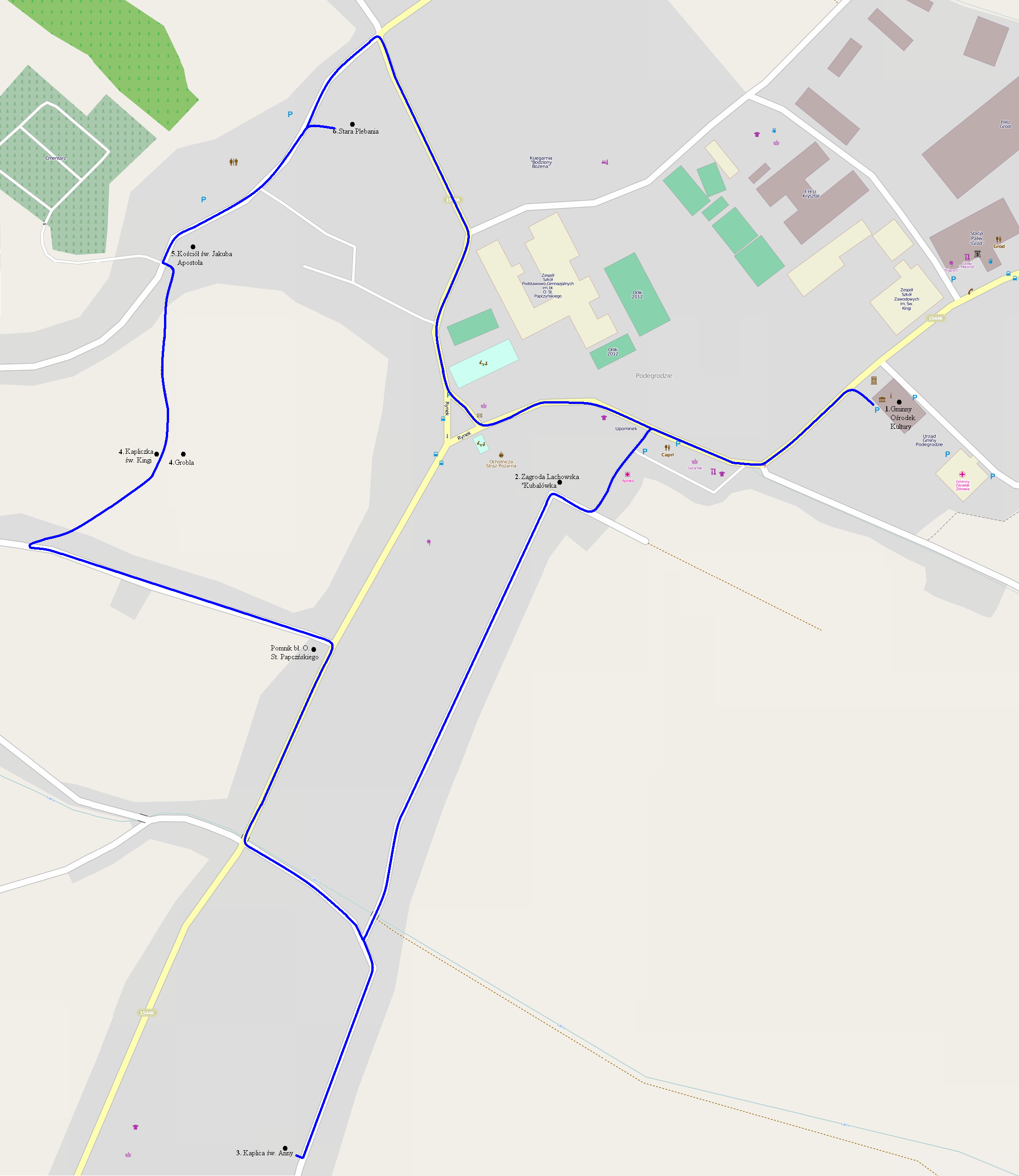
Mapa ścieżki

### Ścieżka historyczno-turystyczna „Podegrodzie przez wieki”
Ścieżka obejmuje obiekty i miejsca związane z kulturą Lachów Sądeckich, a przy okazji z osobą błogosławionego Stanisława Papczyńskiego. Cała inwestycja kosztowała prawie 200 tys. złotych.
Punkty ścieżki:
- Gminny Ośrodek Kultury
  - Muzeum Lachów Sądeckich
- Zagroda Lachowska „Kubalówka”
- Kaplica św. Anny
  - Pomnik bł. O. St. Papczyńskiego
- Kapliczka Matki Bożej Pocieszenia
  - Grobla
- Kościół św. Jakuba Apostoła
- Stara Plebania

## Kultura

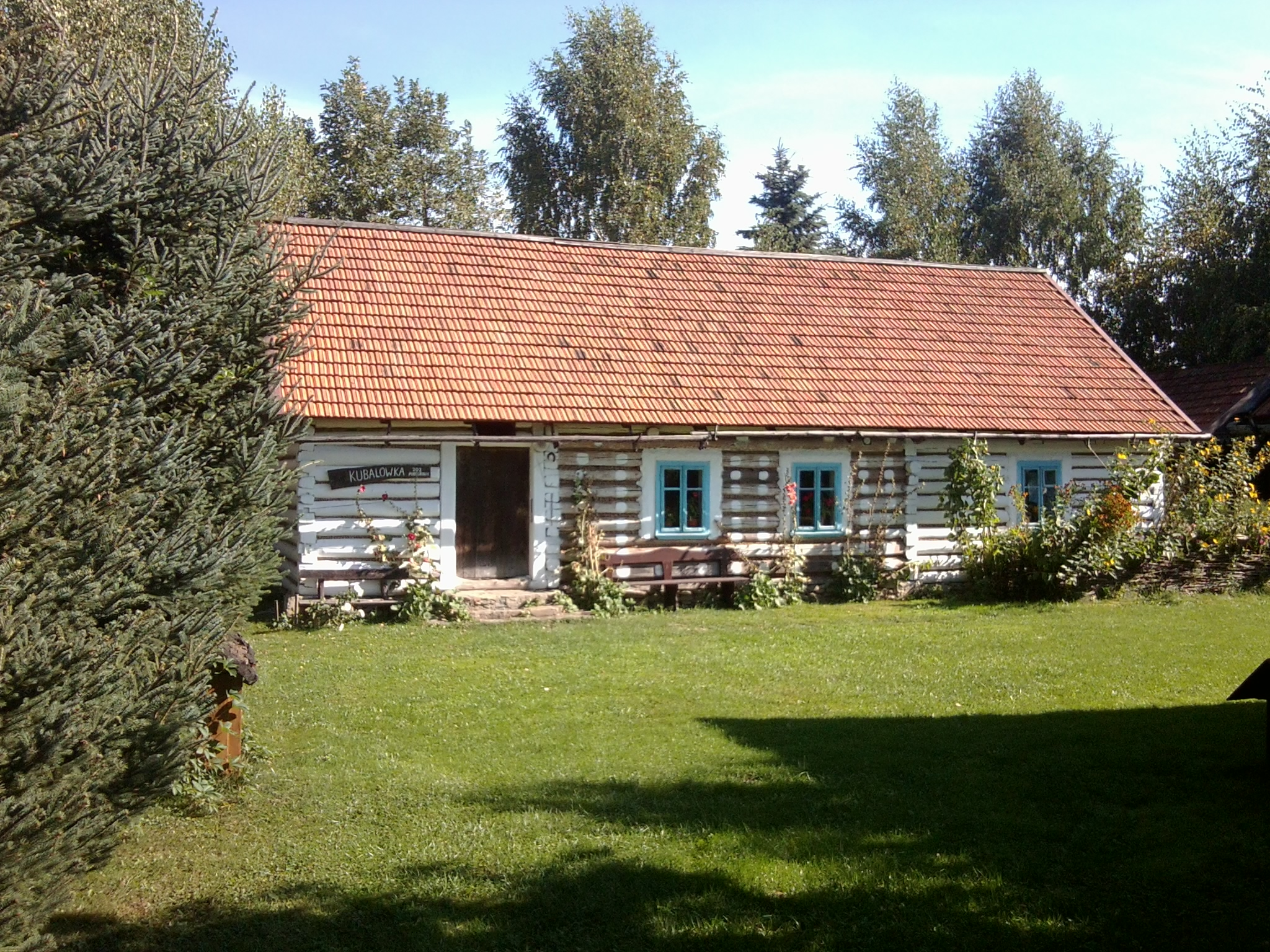
Zagroda Lachowska „Kubalówka”

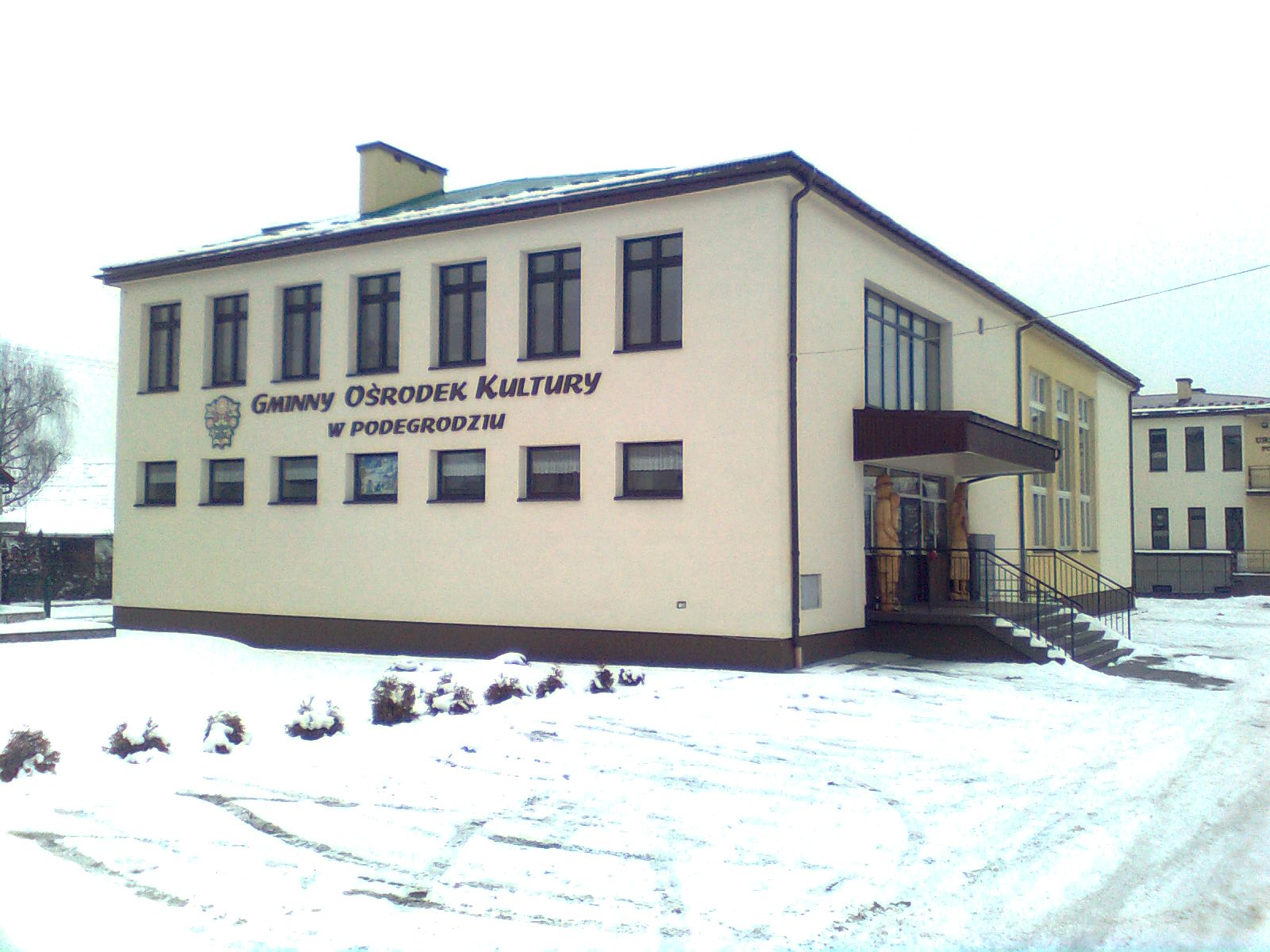
Gminny Ośrodek Kultury

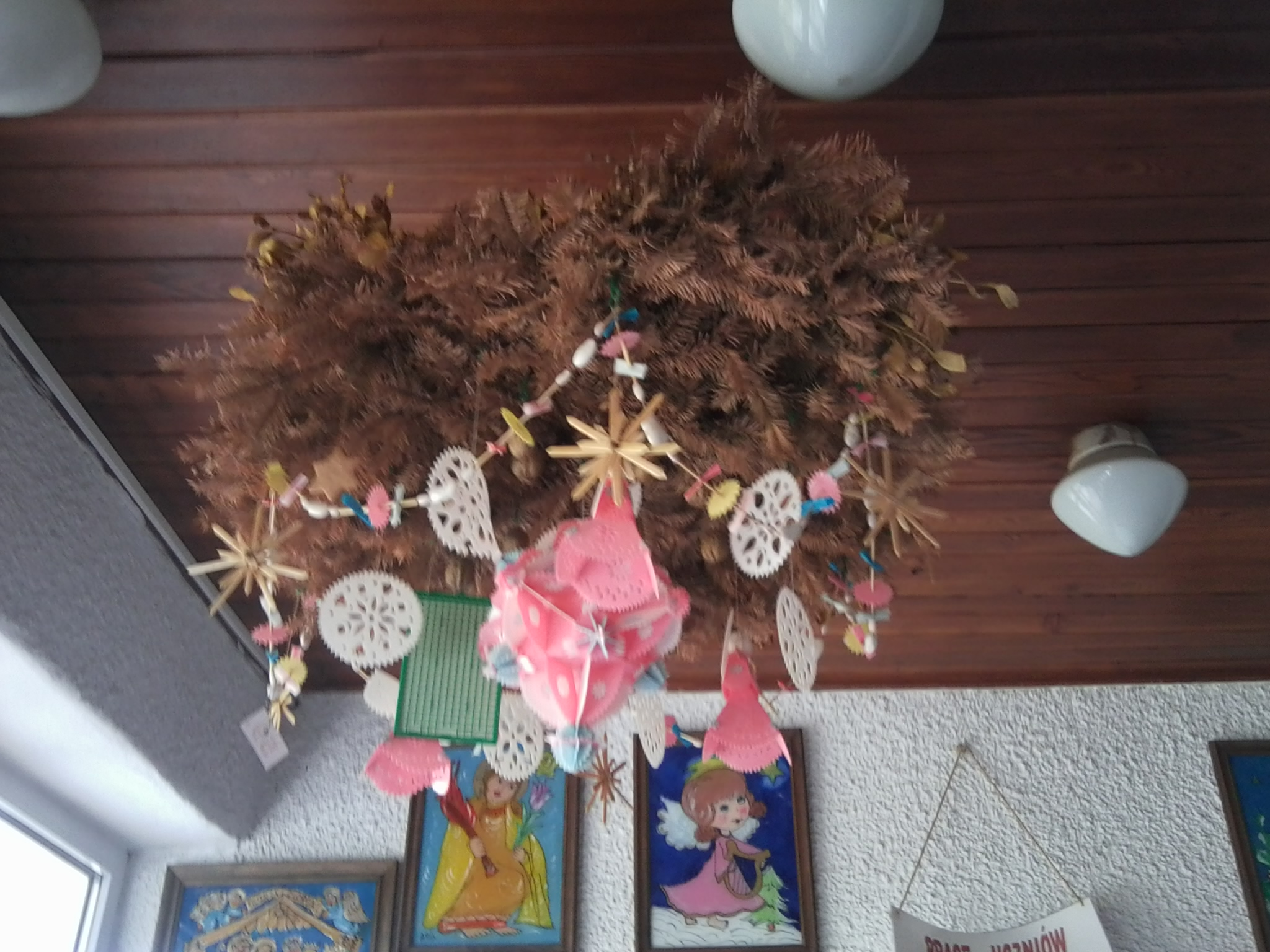
Tradycyjna podłaźniczka podegrodzka

Podegrodzie to stolica regionu Lachów Sądeckich. Jest to jedno z nielicznych miejsc, gdzie tradycja lachowska tak dobrze się zachowała. Tradycję, folklor i kulturę lachowską rozsławiają zespoły: Podegrodzcy Chłopcy, Regionalny Zespół „Małe Podegrodzie”. Regionalny Zespół Pieśni i Tańca „Podegrodzie”. Uczestniczą one nie tylko w krajowych imprezach, ale także w konkursach o zasięgu międzynarodowym.
Koordynatorem ruchu kulturalnego i artystycznego jest Gminny Ośrodek Kultury. W celu promowania kultury lachowskiej organizuje imprezy o ogólnopolskim zasięgu. Są to m.in. Druzbacka, Pastuszkowe Kolędowanie, Lachowskie Lato.
W celu promowania kultury lachowskiej Urząd Gminy Podegrodzie wraz z Biblioteką Gminną i GOK-iem podjęli się publikowania książek i prasy o tematyce lachowskiej:
Prasa:
- „Wieści Podegrodzkie”

Książki:
- „Chleb nasz powszedni, czyli Kuchnia Lachów Sądeckich”
- „O pochodzeniu nazw miejscowych Gminy Podegrodzie i okolic”
- „Jo se Podegrodzok. Jo se rodowity..."”
- „Co To Za Gwiozdecka Nad Osowiom Świyci”
- „Kościoły i kapliczki gminy Podegodzie”
- „Kumosia Kumosi gorzołecke nosi”

Prezentacja dorobku kultury materialnej Lachów Sądeckich znajduje się w Muzeum Lachów Sądeckich im. Zofii i Stanisława Chrząstowskich oraz w Zagrodzie Lachowskiej „Kubalówka”.

## Sztuka
Podegrodzie to centrum sztuki ludowej w gminie Podegrodzie. Ze swoją bogatą historią i kulturą lachowską, stanowi natchnienie do działalności dla wielu twórców i artystów ludowych oraz twórców profesjonalnych. Twórcy ludowi działają w wielu dziedzinach sztuki np. w malarstwie, hafciarstwie. Najbardziej znanymi, miejscowymi artystami są: Janina Lorczyk, Janina Nawalaniec, Kazimiera Lorczyk, Kunegunda Waśko, Janina Ciągło, Teresa Wójcik, Anna Duda, Maria Wójcik, Stanisław Duda, Krystyna Duda, Zofia Wojtas, Jolanta Plata, Janina Buczek, Stanisław Mrozek, Bronisława Zimowska.

## Edukacja

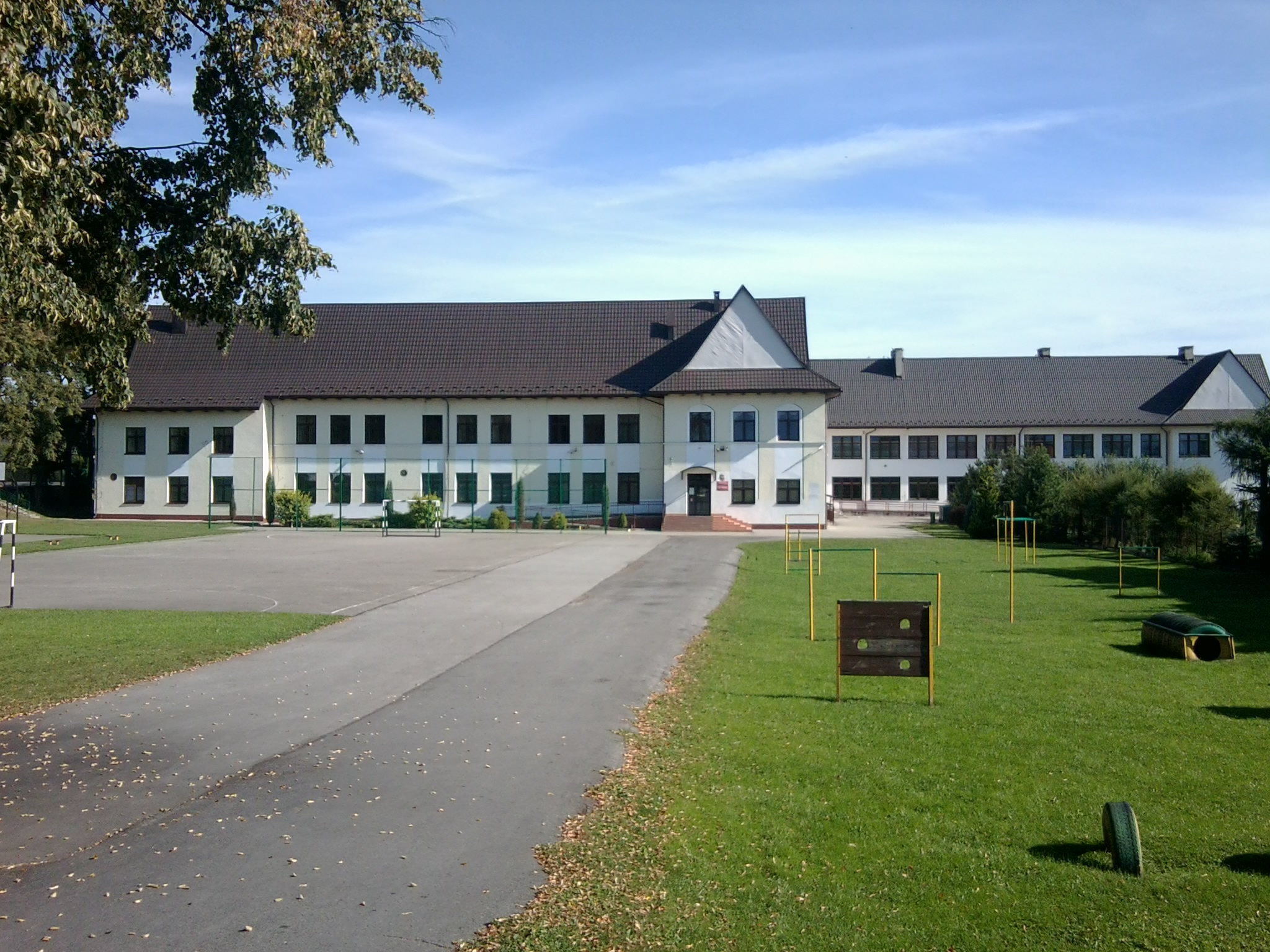
Szkoła podstawowa

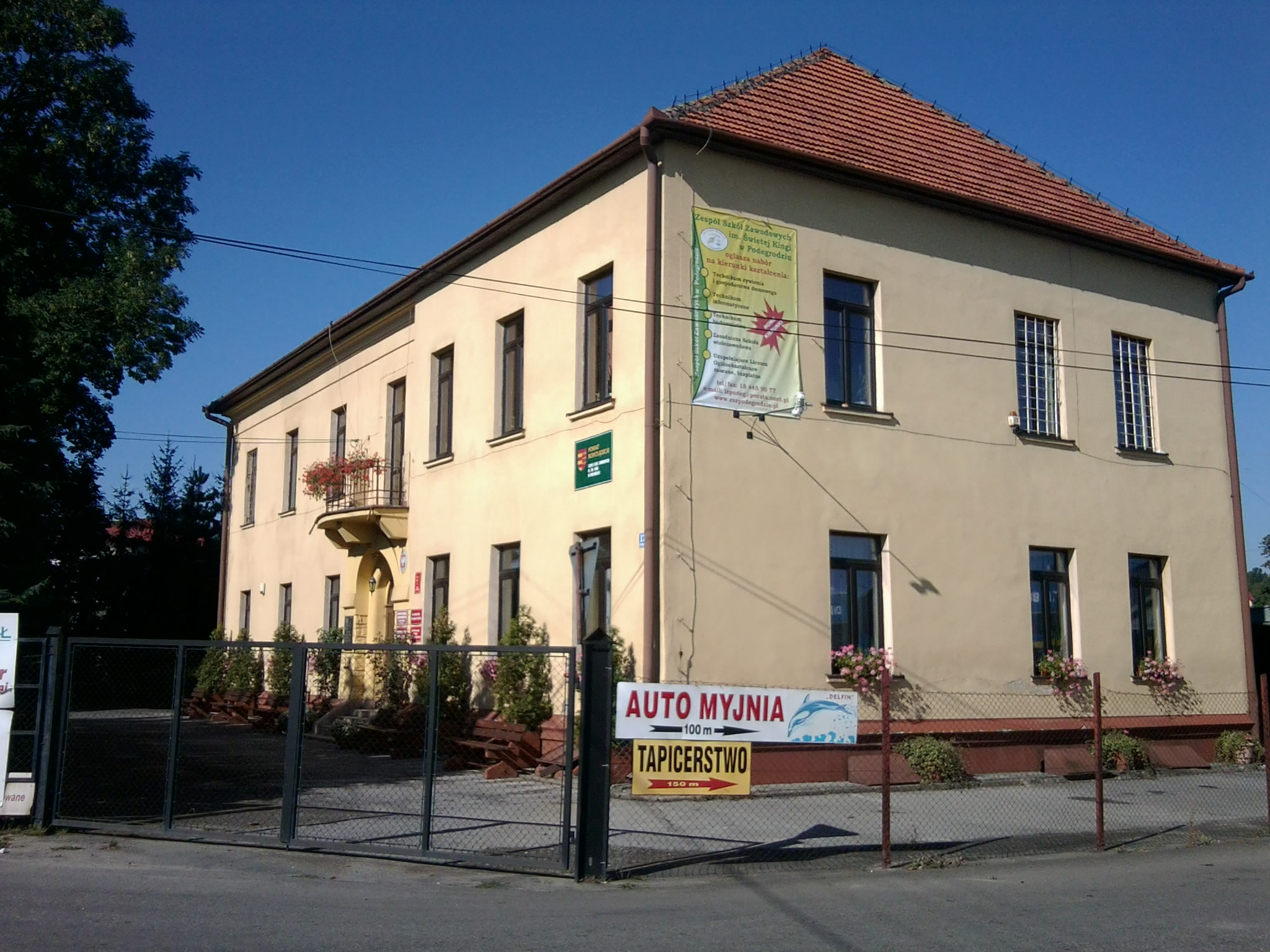
Zespół Szkół Zawodowych

### Oświata
W Podegrodziu działają 4 placówki oświatowe, są to:
- Gminne Przedszkole w Podegrodziu;
- Niepubliczne przedszkole „Kraina Bajek”[24]
- Zespół Szkół im. Bł. O. Stanisława Papczyńskiego (szkoła podstawowa, gimnazjum);
- Zespół Szkół Zawodowych im. św. Kingi (Technikum Informatyczne, Technikum żywienia, Zasadnicza szkoła zawodowa; Szkoły dla dorosłych: Uzupełniające Liceum Ogólnokształcące, Studium Policealne – Technik Agrobiznesu[25]).

### Gminny Ośrodek Kultury w Podegrodziu
Gminny Ośrodek Kultury nie tylko działa jako instytucja kultury, ale też oświatowa. Organizuje zajęcia pozaszkolne, dzięki którym dzieci i młodzież mogą realizować swoje pasje i podnosić poziom swoich umiejętności. Prowadzone są następujące szkółki i kółka:
- Kółko Plastyczne
- Szkółka Rysunku na szkle
- Szkółka Rzeźby ludowej
- Szkółka Haftu ludowego
- Szkółka Muzykowania ludowego
- Szkółka Językowa

### Biblioteki
- Biblioteka Gminna w Podegrodziu;
- Biblioteka Parafialna przy kościele św. Jakuba Apostoła;
- Biblioteki szkolne: w szkole podstawowej, gimnazjum i zespole szkół zawodowych.

## Sport

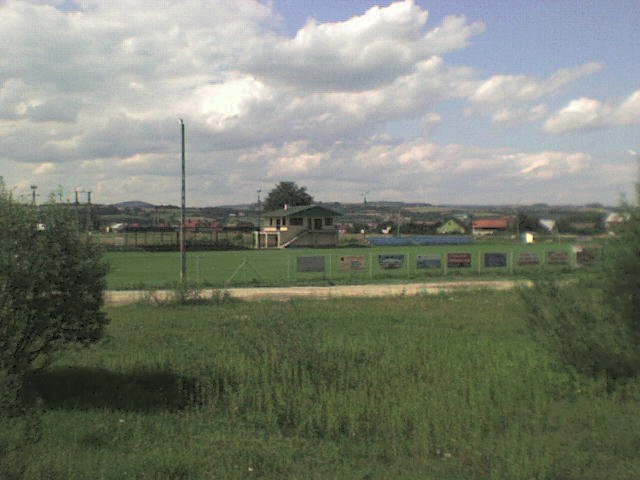
Stadion w Podegrodziu

W Podegrodziu działa obecnie jeden klub sportowy (Gród Podegrodzie). Do większych obiektów należą: Stadion w Podegrodziu i Orlik. Oprócz nich znajduje się tu kilka boisk oraz mała hala sportowa przy Zespole Szkół Podstawowo-Gimnazjalnych.

## Transport
Podegrodzie posiada bardzo dobre zewnętrzne autobusowe połączenie komunikacyjne, szczególnie z Nowym Sączem, dzięki kursującym busom prywatnych przewoźników i liniom PKS. Słabo rozwinięte są połączenia z innymi miejscowościami gminy.

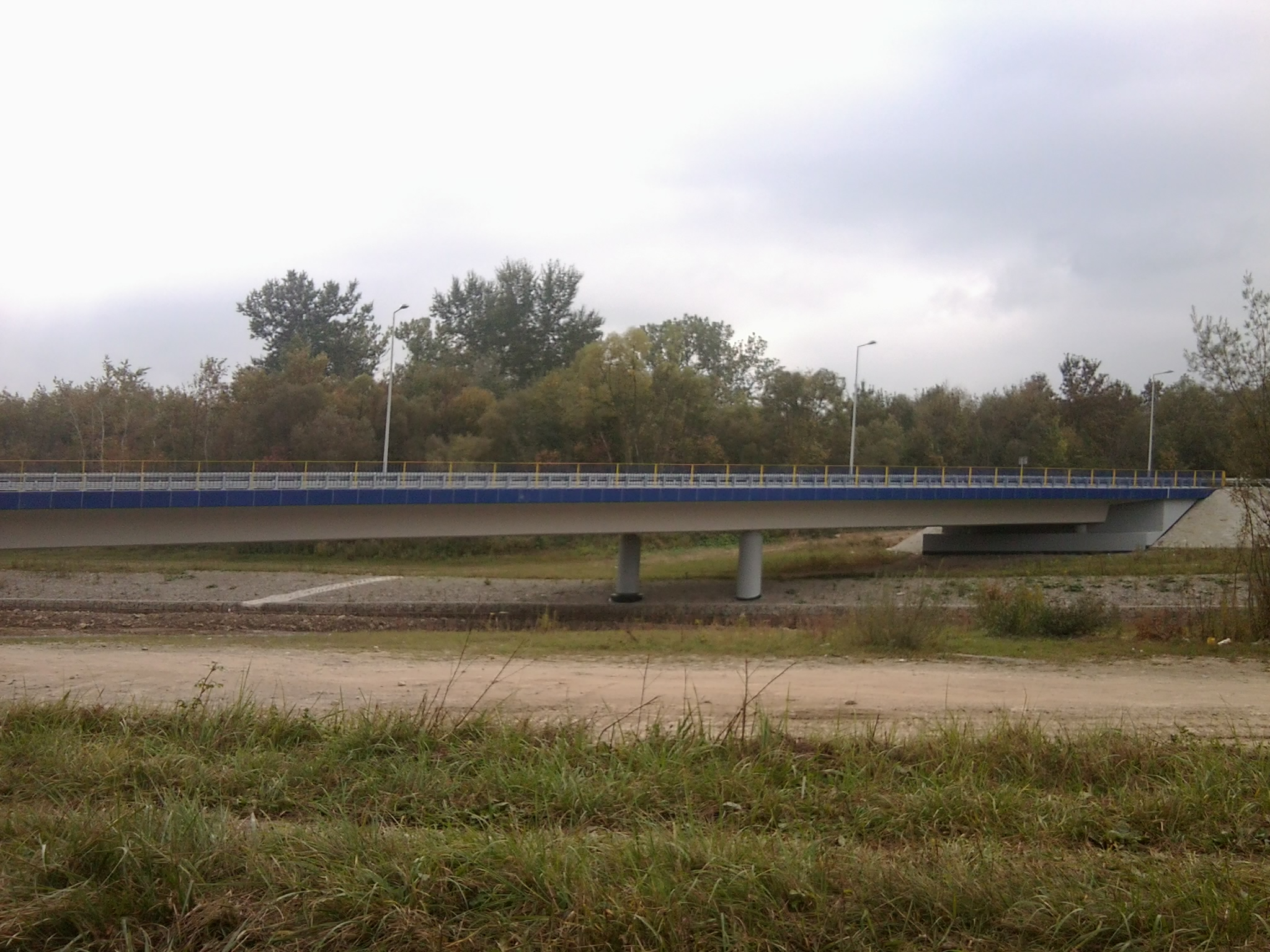
Most na Słomce między Podegrodziem a Naszacowicami

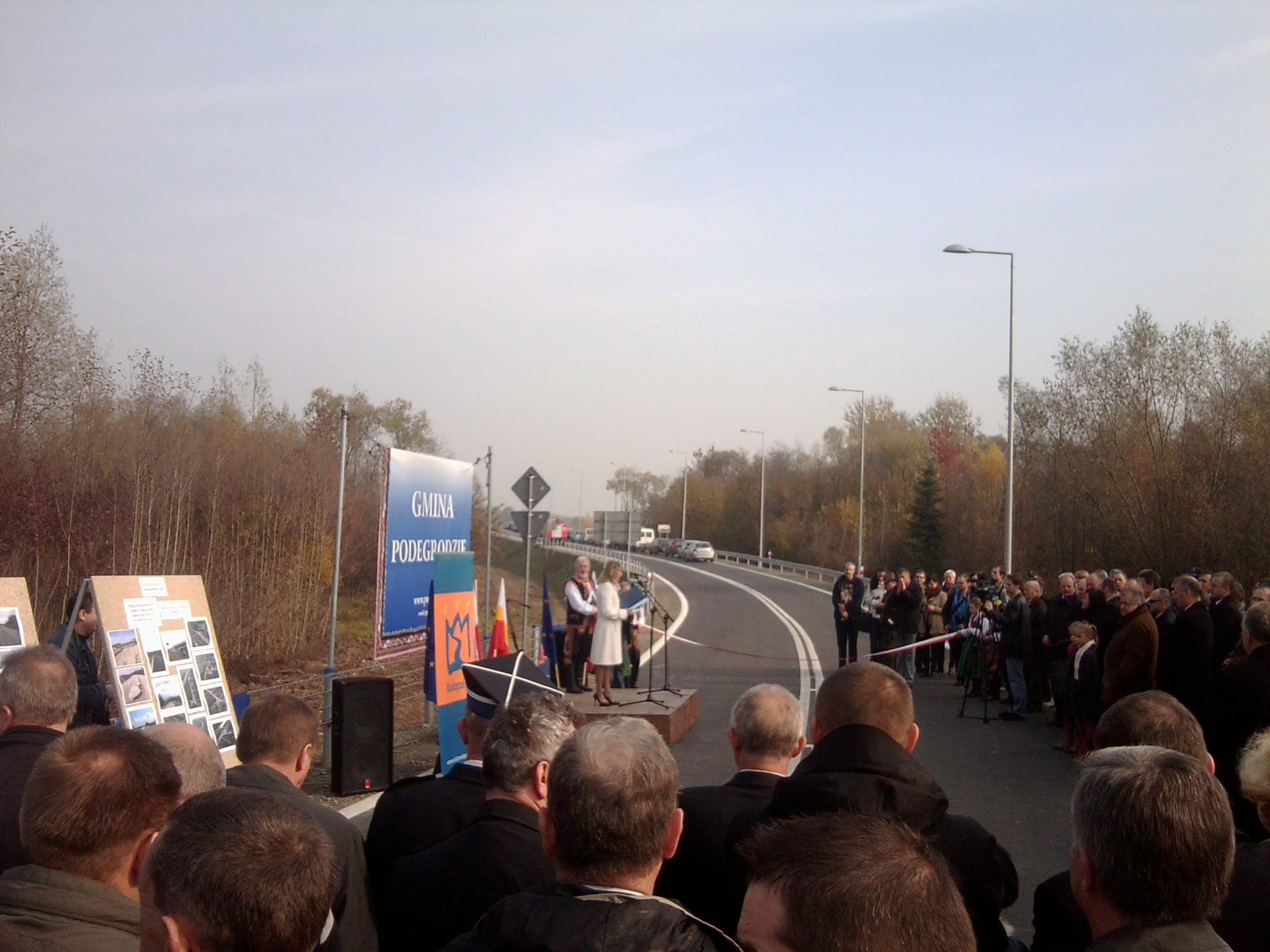
Uroczystość otwarcia

### Obwodnica Podegrodzia
10 lutego 2010 odbyło się oficjalne rozpoczęcie budowy obwodnicy Podegrodzia, pierwsza w Małopolsce droga po wale przeciwpowodziowym.
Trasa, o długości około 6,5 km, będzie miała początek przy moście na rzece Dunajec, a kończyć się będzie z istniejącą obwodnicą Starego Sącza. Droga została oddana do użytku 29 października 2011. Inwestycja o wartości 53 mln zł została dofinansowana ze środków unijnych w ramach Małopolskiego Regionalnego Programu Operacyjnego (MRPO). Obwodnica wyprowadza ruch samochodowy o wysokim natężeniu z centrum miejscowości. Inwestycja stanowi uzupełnienie obwodnicy Starego Sącza. Obydwie trasy stworzą spójny system komunikacyjny umożliwiający wyprowadzenie ruchu tranzytowego z centrum Podegrodzia i Starego Sącza. Wybudowana trasa stała się drogą wojewódzką 969.
W ramach obwodnicy zbudowano m.in.:
- budowa czterech skrzyżowań typu rondo
- budowa dwóch skrzyżowań skanalizowanych
- budowa trzech zatok autobusowych
- zabezpieczenie skarp i dna potoków: Jastrzębik, Słomka, Barczynka, Łąkta i Gostwiczanka
- budowa trzech mostów na potokach: Jastrzębik, Słomka i Gostwiczanka
- przebudowa istniejących dróg w rejonie skrzyżowań
- budowa oświetlenia ulicznego
- budowa kanalizacji deszczowej
- przebudowa wylotów kanalizacji deszczowej
- rozbiórka sześciu przejazdów wałowych
- przebudowa sieci energetycznej
- oznakowanie drogi: poziome i pionowe
- budowa rowów przydrożnych

## Instytucje publiczne i stowarzyszenia

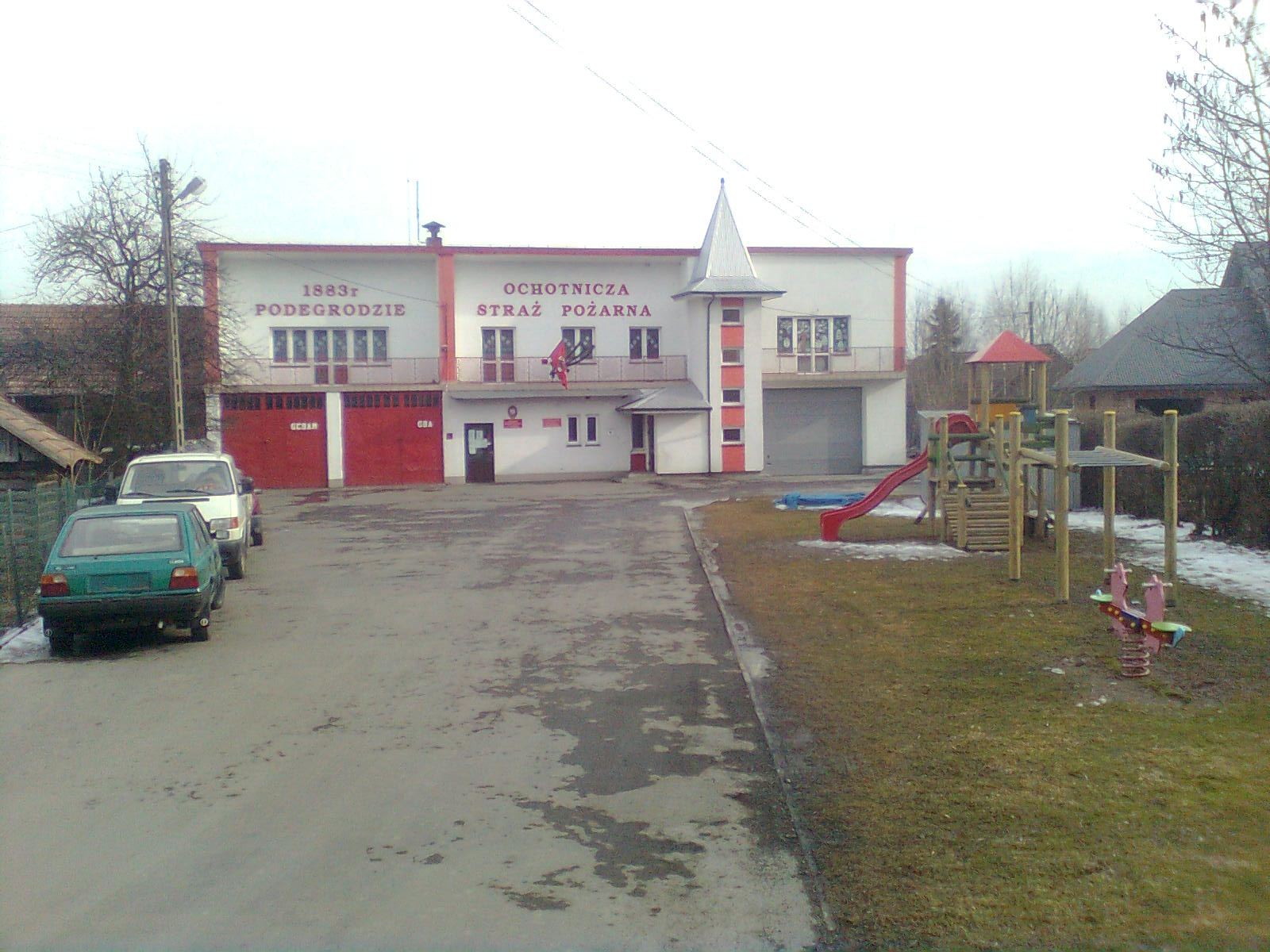
Remiza straży pożarnej

Ochroną zdrowia i mieszkańców zajmują się: Ośrodek Zdrowia i Ochotnicza Straż Pożarna w Podegrodziu. Rozwiązywaniem problemów społecznych zajmuje się Ośrodek Pomocy Społecznej.
Do pozostałych instytucji publicznych należą: Urząd Gminy Podegrodzie, Gminny Ośrodek Kultury w Podegrodziu, Biblioteka Gminna w Podegrodziu, Urząd stanu cywilnego, Urząd Pocztowy.
Podegrodzie jest również siedzibą GDDKiA (rejon Nowy Sącz) i Banku Spółdzielczego w Podegrodziu.
W miejscowości działają, cztery zarejestrowane w Krajowym Rejestrze Sądowym stowarzyszenia:
- Regionalne Stowarzyszenie Diabetyków
- Towarzystwo Przyjaciół Ziemi Podegrodzkiej im. Bł. O. St. Papczyńskiego
- Stowarzyszenie Lachów Sądeckich
- Towarzystwo „Zakład Błogosławionej Kunegundy”